# Herrarnas 400 meter frisim vid världsmästerskapen i kortbanesimning 2024
Herrarnas 400 meter frisim vid världsmästerskapen i kortbanesimning 2024 avgjordes den 12 december 2024 i Donau Arena i Budapest i Ungern.
Guldet togs av australiske Elijah Winnington efter ett lopp på 3 minuter och 35,89 sekunder. Silvret delades mellan amerikanarna Carson Foster och Kieran Smith.

## Rekord
Inför tävlingens start fanns följande världs- och mästerskapsrekord:
|                   | Namn          | Nation    | Tid     | Ort               | Datum            |
| ----------------- | ------------- | --------- | ------- | ----------------- | ---------------- |
| Världsrekord      | Yannick Agnel | Frankrike | 3.32,25 | Angers, Frankrike | 15 november 2012 |
| Mästerskapsrekord | Danas Rapšys  | Litauen   | 3.34,01 | Hangzhou, Kina    | 11 december 2018 |

## Resultat

### Försöksheat
Försöksheaten startade klockan 10:29.
| Placering | Heat | Bana            | Namn                          | Nationalitet            | Tid     | Noteringar |
| --------- | ---- | --------------- | ----------------------------- | ----------------------- | ------- | ---------- |
| 1         | 5    | 8               | Elijah Winnington             | Australien              | 3.37,22 | 0Q0        |
| 2         | 4    | 8               | Carson Foster                 | USA                     | 3.37,86 | 0Q0        |
| 3         | 5    | 4               | Lucas Henveaux                | Belgien                 | 3.37,87 | 0Q0        |
| 4         | 6    | 2               | Zalán Sárkány                 | Ungern                  | 3.38,43 | 0Q0        |
| 5         | 5    | 6               | Roman Fuchs                   | Frankrike               | 3.38,51 | 0Q0        |
| 6         | 6    | 3               | Ahmed Jaouadi                 | Tunisien                | 3.38,57 | 0Q0        |
| 7         | 5    | 1               | Petar Mitsin                  | Bulgarien               | 3.38,94 | 0Q0        |
| 8         | 6    | 4               | Kieran Smith                  | USA                     | 3.39,14 | 0Q0        |
| 9         | 6    | 5               | Danas Rapšys                  | Litauen                 | 3.39,60 | R          |
| 10        | 6    | 6               | Victor Johansson              | Sverige                 | 3.39,85 | R          |
| 11        | 4    | 6               | Kamil Sieradzki               | Polen                   | 3.40,29 |            |
| 12        | 6    | 7               | Savelij Luzin                 | Neutral Athletes B      | 3.40,33 |            |
| 13        | 6    | 0               | Luca De Tullio                | Italien                 | 3.41,50 |            |
| 14        | 6    | 8               | Kaito Tabuchi                 | Japan                   | 3.41,58 |            |
| 15        | 5    | 7               | Dimitrios Markos              | Grekland                | 3.41,95 |            |
| 16        | 4    | 4               | Carlos Garach                 | Spanien                 | 3.42,18 |            |
| 17        | 3    | 4               | Saso Boskan                   | Slovenien               | 3.42,93 |            |
| =18       | 3    | 3               | Alexander Axon                | Kanada                  | 3.43,64 |            |
| =18       | 5    | 5               | Antonio Djakovic              | Schweiz                 | 3.43,64 |            |
| 20        | 4    | 2               | Juan Morales                  | Colombia                | 3.44,03 |            |
| 21        | 4    | 5               | Nathan Wiffen                 | Irland                  | 3.44,05 |            |
| 22        | 5    | 9               | Roman Akimov                  | Neutral Athletes B      | 3.44,25 |            |
| 23        | 6    | 9               | Khiew Hoe Yean                | Malaysia                | 3.44,69 |            |
| 24        | 5    | 3               | Xu Yizhou                     | Kina                    | 3.44,90 |            |
| 25        | 4    | 3               | Arno Kruger                   | Sydafrika               | 3.45,28 |            |
| 26        | 3    | 0               | Joaquín Vargas                | Peru                    | 3.46,16 |            |
| 27        | 3    | 2               | Ben Jago Littlejohn           | Nya Zeeland             | 3.47,53 |            |
| 28        | 2    | 2               | Niko Janković                 | Kroatien                | 3.47,77 |            |
| 29        | 5    | 0               | Kim Jun-woo                   | Sydkorea                | 3.48,09 |            |
| 30        | 4    | 1               | Galymzhan Balabek             | Kazakstan               | 3.48,31 |            |
| 31        | 3    | 6               | Andrei-Theodor Proca          | Rumänien                | 3.48,87 |            |
| 32        | 4    | 0               | José Paulo Lopes              | Portugal                | 3.49,11 |            |
| 33        | 3    | 8               | Richard Nagy                  | Slovakien               | 3.50,21 |            |
| 34        | 4    | 7               | Muhammed Yusuf Özden          | Turkiet                 | 3.50,35 |            |
| 35        | 6    | 1               | Lee Ho-joon                   | Sydkorea                | 3.50,75 |            |
| 36        | 2    | 4               | Kenan Dracic                  | Bosnien och Hercegovina | 3.50,77 |            |
| 37        | 3    | 5               | Caleb Romero                  | Puerto Rico             | 3.51,15 |            |
| 38        | 2    | 1               | Adrian Eichler                | Filippinerna            | 3.51,62 |            |
| 39        | 3    | 7               | Wang Yi Shun                  | Hongkong                | 3.52,96 |            |
| 40        | 2    | 6               | Nikola Gjuretanovski          | Nordmakedonien          | 3.53,05 |            |
| 41        | 4    | 9               | Liggjas Joensen               | Färöarna                | 3.53,46 |            |
| 42        | 2    | 3               | Kevin Teixeira                | Andorra                 | 3.53,69 |            |
| 43        | 2    | 5               | Omar Abbass                   | Syrien                  | 3.53,79 |            |
| 44        | 3    | 9               | Chirill Chirsanov             | Moldavien               | 3.55,33 |            |
| 45        | 2    | 7               | Alberto Vega                  | Costa Rica              | 3.55,71 |            |
| 46        | 2    | 0               | Timothy Tek-Sing Leberl       | Mauritius               | 4.02,51 |            |
| 47        | 1    | 4               | Vladimir Hernández Mojarrieta | Kuba                    | 4.07,02 |            |
| 48        | 2    | 9               | Andile Bekker                 | Botswana                | 4.09,55 |            |
| 49        | 2    | 8               | Arion Budima                  | Kosovo                  | 4.10,76 |            |
|           | 1    | 3               | Atharva Singh                 | Nepal                   | 0DNS0   | 0DNS0      |
| 1         | 5    | A.M.A.J. Jaafar | Irak                          |                         | 0DNS0   | 0DNS0      |
| 3         | 1    | Max Litchfield  | Storbritannien                |                         | 0DNS0   | 0DNS0      |

### Final
Finalen startade klockan 19:13.
| Placering | Bana | Namn              | Nationalitet | Tid     | Noteringar |
| --------- | ---- | ----------------- | ------------ | ------- | ---------- |
| 1         | 4    | Elijah Winnington | Australien   | 3.35,89 |            |
| =         | 5    | Carson Foster     | USA          | 3.36,31 |            |
| =         | 8    | Kieran Smith      | USA          | 3.36,31 |            |
| 4         | 3    | Lucas Henveaux    | Belgien      | 3.36,71 |            |
| 5         | 2    | Roman Fuchs       | Frankrike    | 3.38,31 |            |
| 6         | 6    | Zalán Sárkány     | Ungern       | 3.38,59 |            |
| 7         | 7    | Ahmed Jaouadi     | Tunisien     | 3.39,32 |            |
| 8         | 1    | Petar Mitsin      | Bulgarien    | 3.41,46 |            |